# El Morer
El Morer és una masia d'Arbúcies (Selva) inclosa a l'Inventari del Patrimoni Arquitectònic de Catalunya.

## Descripció
La casa del Morer està situada a 440 metres d'altitud, prop del turó del Cucut, i dins una finca particular amb camí esfaltat tancat amb cadena. És una masia amb un cos quadrangular de grans dimensions, de planta baixa i dos pisos, amb vessants a laterals i cornisa catalana. La façana principal presenta una porta adovellada d'arc de mig punt i finestres quadrangulars amb llinda monolítica. La finestra central de la planta noble té balcó de ferro forjat i es troba decorat amb ceràmica vidriada de dos colors per la part de sota. A l'esquerra de l'entrada hi ha el nom de la casa “EL MORE” amb peces de ceràmica també vidriada, i al costat un gran contrafort de pedra.
L'interior ha anat variant al llarg dels anys i està totalment reformat de l'original.
El parament és arrebossat i pintat de blanc i ressalten els angles escairats amb carreus ben tallats vistos. Cal destacar la façana lateral esquerra, que és la que es veu tan punt s'arriba a la casa. Aquesta té una terrassa correguda al pis superior, sota teulada amb un porxo i barana de rajol. També és interessant un dels extrems cantoners de la part posterior. Es tracta d'una part més baixa, de dues plantes on s'ha aprofitat la tercera per fer terrat amb barana de gelosia de rajols. Sota aquest petit terrat hi ha una galeria de quatre arcs de mig punt emmarcats en pedra, un d'ells porta la inscripció “AVM MMS 1939”. S'hi accedeix a través d'una escala adossada a la façana. Tot el perímetre esterior de la casa està envoltat per una escera de ciment.
Té diverses dependències de treball al seu voltant, de les quals cal destacar el petit paller unit amb el casal gran a través d'un arc rebaixat i cobert de teula, de nova construcció. Aquest annex té un doble rellotge de sol fet de ceràmica, situat en un angle de l'edifici.

## Història
La notícia més reculada del mas és el capbreu dels castelldosrius de 1313. Al 1343 apareix el mas Morer sa Roca sota domini de la Rectoria d'Arbúcies. Més endavant apareix en els Fogatges de 1497 i 1515 de la Batllia de n'Orri.
En la presa de possessió dels vescomtats de Cabrera i Bas de l'any 1527 per l'almirall Federique Henríquez ens apareix un tal Joan Morer d'Arbúcies.
Documentada en el Cadastre de 1743, quan Isidre Morer declara el seu mas i les cases de Sant Climent i l'Escarramant. També apareix en el cadastre de 1800, i seguidament en el llistat de les cases de pagès del rector de la parròquia del 1826.
En el padró de 1883 hi apareixen dues famílies, la dels amos amb 6 persones i la dels masovers amb 9. L'any 1940 hi consta una família de 12 membres.
Es documenta en el mapa del Montseny de Juli Serra de 1890.
I en l'amillarament de 1935 Joaquim Pons Frigola declara els límits del mas: a orient amb aquest mateix propietarim terres de Fogueres de Montsoriu i Janeta, a migdia amb honors del mas Roc, Sant Climent i Fogueres de Montsoriu, a ponent amb el mas Torrent del mas i mas Roc i a nord amb vinyes de Serra Morena d'aquest mateix propietari, i mas Ridorsa, torrent del Morer i Josep Basi.